# Amphimonhystrella bullacauda
Amphimonhystrella bullacauda is een rondwormensoort uit de familie van de Monhysteridae. De wetenschappelijke naam van de soort is voor het eerst geldig gepubliceerd in 2005 door Tchesunov & Miljutina.